# Gran vaga del ferrocarril
La gran vaga del ferrocarril és el nom que rep un conjunt de protestes espontànies que van tenir lloc als Estats Units en 1877 i que consistien a bloquejar els combois de ferrocarril que travessaven el país.

## Causes
La banca de Jay Cooke, el principal financer dels Estats Units, va fer fallida per la crisi econòmica europea, que arrossegà el comerç americà. Donat que aquest banc era l'impulsor del creixement de la Northern Pacific Railway, el creixement del ferrocarril es veié notablement afectat. La paràlisi de diverses obres provocà un important augment de l'atur i problemes a negocis que depenien d'una manera o una altra del món del tren. Els empresaris abandonaren projectes a mitges per salvaguardar els seus estalvis i abaixaren els salaris de forma general, fet que causà el descontentament dels treballadors que depenien d'aquests projectes.

## La vaga
La vaga s'inicià el 14 de juliol a Martinsburg (Virgínia de l'Oest) com una protesta per reclamar millors sous. Els treballadors de forma espontània van impedir la circulació dels trens, mesura que aviat va reproduir-se en altres punts del país. A Cumberland (Maryland) va començar la repressió armada, amb greus enfrontaments entre els treballadors en vaga i membres de l'exèrcit. Les autoritats locals de diverses poblacions van sol·licitar igualment ajuda dels soldats per aturar la vaga. Les pitjors escenes de violència es visqueren a Pittsburgh, amb incendis de cases i negocis, vagues a les principals fàbriques i aldarulls al carrer. Es van produir aixecaments a Reading (Pennsilvània), Chicago i Scranton (Pennsilvània), entre d'altres. Les protestes continuaren fins a 45 dies a diferents ciutats, fins que van ser sufocades per la força amb tropes de reforç enviades expressament a la regió.

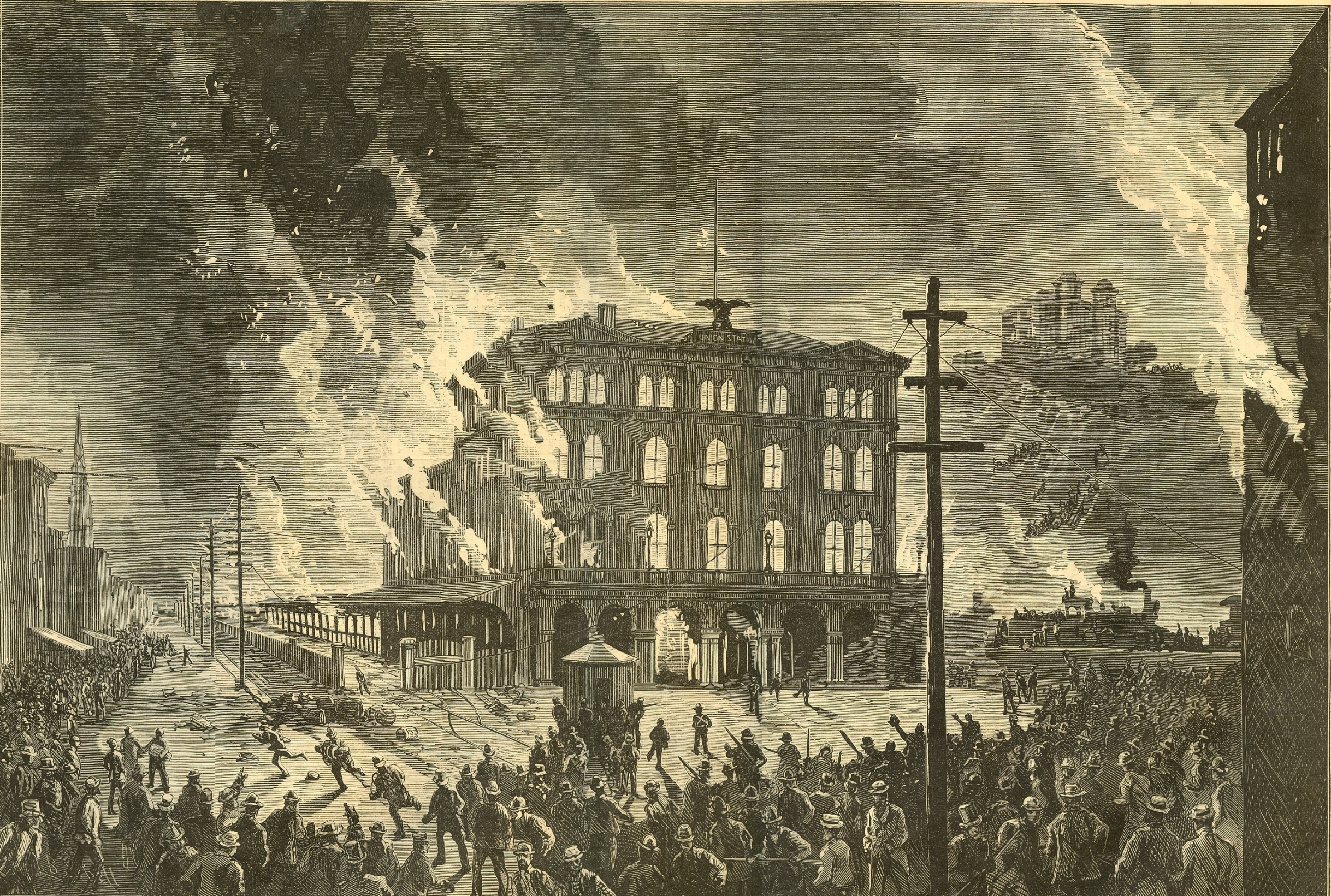
Il·lustració de l'època sobre la violència de la vaga

## Reaccions
L'opinió pública es va mostrar partidària de la causa dels treballadors, que així van poder aconseguir diverses millores, com ara assegurances en cas de malaltia o mort. No van donar suport, tanmateix, a les mesures extremes endegades pels vaguistes i van culpar diversos agents d'estar darrere la vaga. Els immigrants alemanys van ser declarats sospitosos d'incitar a l'odi entre els treballadors estatunidencs. Els diaris van acusar la relaxació del president Ulysses S. Grant que va permetre l'arribada d'idees comunistes al continent.

## Conseqüències
A banda de l'impacte econòmic del mes i mig d'aturada del transport, les principals conseqüències de la vaga es van evidenciar a mitjà termini. Per una banda va accelerar la formació de sindicats, ja que els treballadors havien pogut constatar el poder de la unió per aconseguir fer sentir la seva veu. D'altra banda, els empresaris implementaren lleis per restringir el dret a vaga (amb acusacions de conspiració per perjudicar l'economia) i van donar suport a l'increment del pes de l'exèrcit com a garant de l'ordre públic a les ciutats. Noves vagues del ferrocarril se succeïren en els anys posteriors.